# Сингх, Камал Нарайн
Камал Нарайн Сингх (англ. Kamal Narain Singh, 13 декабря 1926 — 8 сентября 2022, Аллахабад, Уттар-Прадеш, Индия) — 22-й главный судья Верховного суда Индии. Он получил образование в Средней школе L.R.L.A. в 
Сирсе и христианском колледже Юинга в Аллахабаде, выпускник Университета Аллахабада. Его пребывание на посту главного судьи Верховного суда Индии является самым коротким в истории (17 дней).

## Юридическая карьера
Как юрист Сингх занимался гражданским, конституционным и налоговым правом с 1957 года. Его первое назначение на пост судьи — дополнительный судья Высокого суда Аллахабада в 1970 году и постоянный судья в 1972 году. Он получил назначение в Верховный суд в 1986 году и занимал пост главного судьи Индии с 25 ноября 1991 года по 12 декабря 1991 года. Он был удостоен награды «Гордость прошлых выпусков» Ассоциации выпускников Университета Аллахабада.